# 白い刻印
『白い刻印』（Affliction）は、ポール・シュレイダー監督・脚本による1997年のアメリカ合衆国のドラマ映画である。ラッセル・バンクスの小説『狩猟期』を原作としている。出演はニック・ノルティ、ジェームズ・コバーン、ウィレム・デフォー、シシー・スペイセクらである。

## キャスト
※括弧内は日本語吹替
- ウェイド・ホワイトハウス - ニック・ノルティ（篠塚勝）
- グレン・ホワイトハウス - ジェームズ・コバーン（小林清志）
- ロルフ・ホワイトハウス - ウィレム・デフォー（花田光）
- マージ・フォッグ - シシー・スペイセク（堀越真己）
- リリアン・ホワイトハウス - メアリー・ベス・ハート（西宏子）
- ジル・ホワイトハウス - ブリジット・ティアニー（久保田恵）
- ゴードン・ラリヴィエール - ホームズ・オズボーン（英語版）（仲野裕）
- ジャック・ヒューイット - ジム・トゥルー＝フロスト（英語版）（坪井智浩）
- エヴァン・トワンブレー - ショーン・マッキャン（英語版）（宝亀克寿）
- フランキー・ラコイ - クリストファー・ハイアーダール（宝亀克寿）
- メル・ゴードン - スティーヴ・アダムス（星野充昭）
- アルマ・ピットマン - マリアン・セルデス（竹口安芸子）
- チック・ワード - ティム・ポスト
- ヘティ・ロジャース - ジャニーン・テリオー（英語版）
- ホーナー - ポール・スチュワート（英語版）
- ニック・ウィッカム - ウェイン・ロブソン（英語版）

## 製作
撮影は1997年2月にケベック州で完了した。

## 公開
1997年8月28日にヴェネツィア国際映画祭で上映された。アメリカ合衆国では1998年12月に封切られた。

## 受賞とノミネート
| 賞                               | 部門                    | 候補                 | 結果       |
| -------------------------------- | ----------------------- | -------------------- | ---------- |
| アカデミー賞                     | 主演男優賞              | ニック・ノルティ     | ノミネート |
| アカデミー賞                     | 助演男優賞              | ジェームズ・コバーン | 受賞       |
| ゴールデングローブ賞             | 主演男優賞 (ドラマ部門) | ニック・ノルティ     | ノミネート |
| 全米映画批評家協会賞             | 主演男優賞              | ニック・ノルティ     | 受賞       |
| ニューヨーク映画批評家協会賞     | 主演男優賞              | ニック・ノルティ     | 受賞       |
| 全米映画俳優組合賞               | 主演男優賞              | ニック・ノルティ     | ノミネート |
| 全米映画俳優組合賞               | 助演男優賞              | ジェームズ・コバーン | ノミネート |
| インディペンデント・スピリット賞 | 作品賞                  | 『白い刻印』         | ノミネート |
| インディペンデント・スピリット賞 | 監督賞                  | ポール・シュレイダー | ノミネート |
| インディペンデント・スピリット賞 | 主演男優賞              | ニック・ノルティ     | ノミネート |
| インディペンデント・スピリット賞 | 助演男優賞              | ジェームズ・コバーン | ノミネート |
| インディペンデント・スピリット賞 | 脚本賞                  | ポール・シュレイダー | ノミネート |
| インディペンデント・スピリット賞 | 撮影賞                  | ポール・サロッシー   | ノミネート |